# Every Ballad Songs
Every Ballad Songs es la primera compilación de baladas lanzada por la banda Every Little Thing lanzado el 5 de diciembre del 2000.
En el álbum fueron incluidos los trabajos más memorables de la banda en lo referente a baladas, entre las que están incluidas dos de sus más grandes éxitos como son "Time goes by" y "fragile". El álbum incluye un CD de regalo con dos villancicos.

## Canciones

### CD1
1. Over and Over
2. Time goes by
3. Ai no Kakera (愛のカケラ?)
4. Azayaka na Mono (鮮やかなもの?)
5. Ima Demo... Anata ga Suki Dakara (今でも･･･あなたが好きだから?)
6. Futari de Jidai wo Kae Temitai (二人で時代を変えてみたい?)
7. I'll get over you
8. fragile
9. The One Thing
10. One
11. sure
12. All along

### CD2
1. Silent Night
2. White Christmas

- Datos: Q3311793